# Coca-Cola Bottling Midwest
Coca-Cola Bottling Midwest était un embouteilleur américain de boissons non alcoolisées sous licence de la The Coca-Cola Company dont le siège était à Saint Paul, dans le Minnesota. Elle possède la particularité d'avoir été achetée par le studio 20th Century-Fox en 1977 grâce à l'argent récolté par le film Star Wars.

## Histoire de l'entreprise
En 1919, Thomas J. Moore (1888-1967), surnommé Tom Moore alors entrepreneur dans la brasserie et les bouteilles à Winnipeg depuis 1980 épouse Kathleen Toby dont la famille détient une franchise d'embouteilleur de The Coca-Cola Company dans la région du Minnesota. L'entreprise s'appelle la Coca-Cola Bottling Co. of Minnesota. 
En 1926, Moore fonde une seconde société d'embouteillage à Fergus Falls, la Coca-Cola Bottling Co. of North Dakota. De 1926 à 1965, Tom Moore prend la présidence de la Coca-Cola Bottlers Association.
En 1946, Tom Moore lance au nom de son entreprise et avec l'association des embouteilleurs de Coca-Cola, un concours offrant 1 000 $ pour améliorer la production du Coca-Cola.
En 1967, Tom Moore décède des suites d'une attaque cardiaque survenue en juin 1966. Son fils Thomas J. Moore (1919-1988) prend la direction de l'entreprise. Après la mort de Tom Moore père les deux entreprises sont fusionnées sous le nom Coca-Cola Bottling Midwest et propose une marque de soda nommée d'après le fondateur.
La société possède une filiale nommée Wy-Mont Beverages Inc d'après son rapport annuel de 1977.
En 1977, le studio 20th Century Fox profite du succès du Star Wars. Durant l'été 1977, le film récolte 134 millions de dollars dont 87 millions de dollars sont rentrés dans les caisses de la Fox. Cette manne financière pousse la Fox à investir. Le 30 juin 1977, Dennis Stanfill, le PDG de la Fox annonce son intention d'acheter pour 27,6 millions la Coca-Cola Bottling Midwest,. La transaction est finalisée en septembre. En novembre 1977, l'entreprise achète la société Coca-Cola Bottling of Central Wisconsin basée à Eau Claire.
Le 30 septembre 1981, Fox annonce son intention de vendre la filiale d'embouteillage au Johnston Coca-Cola Bottling Group, basé au Tennessee. En décembre 1981, la Fox vend la Coca-Cola Bottling Midwest pour 66 millions d'USD. La même année Thomas Moore lance la construction d'une usine d'embouteillage à Eagan.
Thomas J. Moore prend sa retraite du poste de président de Coca-Cola Bottling Midwest en 1982. Son fils Thomas J. Moore, Jr. prend sa suite. Thomas J. Moore décède en 1988 à l'âge de 69 d'un cancer.
Le 31 août 1991, Coca-Cola Enterprises achète  pour 439 millions d'USD le Johnston Coca-Cola Bottling Group, basé à Chattanooga et premier embouteilleur indépendant de Coca-Cola aux États-Unis.
En 2016, l'usine d'Eagan est achetée par Reyes Holdings qui l'associe à sa filiale Great Lakes Coca-Cola Bottling.